# Marktstraat (Groningen)
De Marktstraat is een van de oudste straten in de Hortusbuurt in de stad Groningen. De straat loopt van de Nieuwe Ebbingestraat naar de Ossenmarkt. 
De Hortusbuurt ontstond na de grootschalige stadsuitbreiding, bekend als de Nieuwe uitleg,  in het begin van de zeventiende eeuw. De eerste kavels die bebouwd werden lagen tussen de Boteringestraat en de Ebbingestraat. Hier werden forse panden opgetrokken langs de Ossenmarkt en de huidige Marktstraat. De straat heeft steeds dat chique karakter behouden.

## Monumenten
De rijks- en gemeentelijke monumenten aan de Marktstraat zijn:
| Object                                         | Bouwjaar                                           | Architect                                                                      | Monument  | Afbeelding |
| ---------------------------------------------- | -------------------------------------------------- | ------------------------------------------------------------------------------ | --------- | ---------- |
| Marktstraat 1                                  | 17e eeuw (oorspr.)                                 |                                                                                | GM 102678 |            |
| Marktstraat 12                                 | voor 1643 (oorspr.) voor 1828 (verb.) 1906 (verb.) |                                                                                | RM 485858 |            |
| Marktstraat 13                                 | 18e eeuw                                           | Zes traveeën breed pand met verdieping onder schilddak                         | RM 18549  |            |
| Marktstraat 14                                 |                                                    | Vijf traveeën breed pand met verdieping en lage zolderverdieping onder darskap | RM 18552  |            |
| Marktstraat 15                                 | 17e eeuw (oorspr.)                                 | Woonhuis twee bouwlagen onder schilddak                                        | GM 102527 |            |
| Marktstraat 16                                 | 1906                                               | A.Th. van Elmpt                                                                | RM 485865 |            |
| Marktstraat 17                                 | 1888 1912 (tuinhuis) 1938 (serre)                  | E. van Linge (1938)                                                            | RM 18550  |            |
| Marktstraat 19 voorm. bisschopswoning          | voor 1677 (oorspr.)                                | Vijf traveeën breed pand onder dwars zadeldak                                  | RM 18551  |            |
| Marktstraat 20 achterhuis voorm. Kantongerecht |                                                    |                                                                                | RM 18612  |            |

Een voormalig monument is Marktstraat 11, waarvan de trapgevel later is verwijderd:

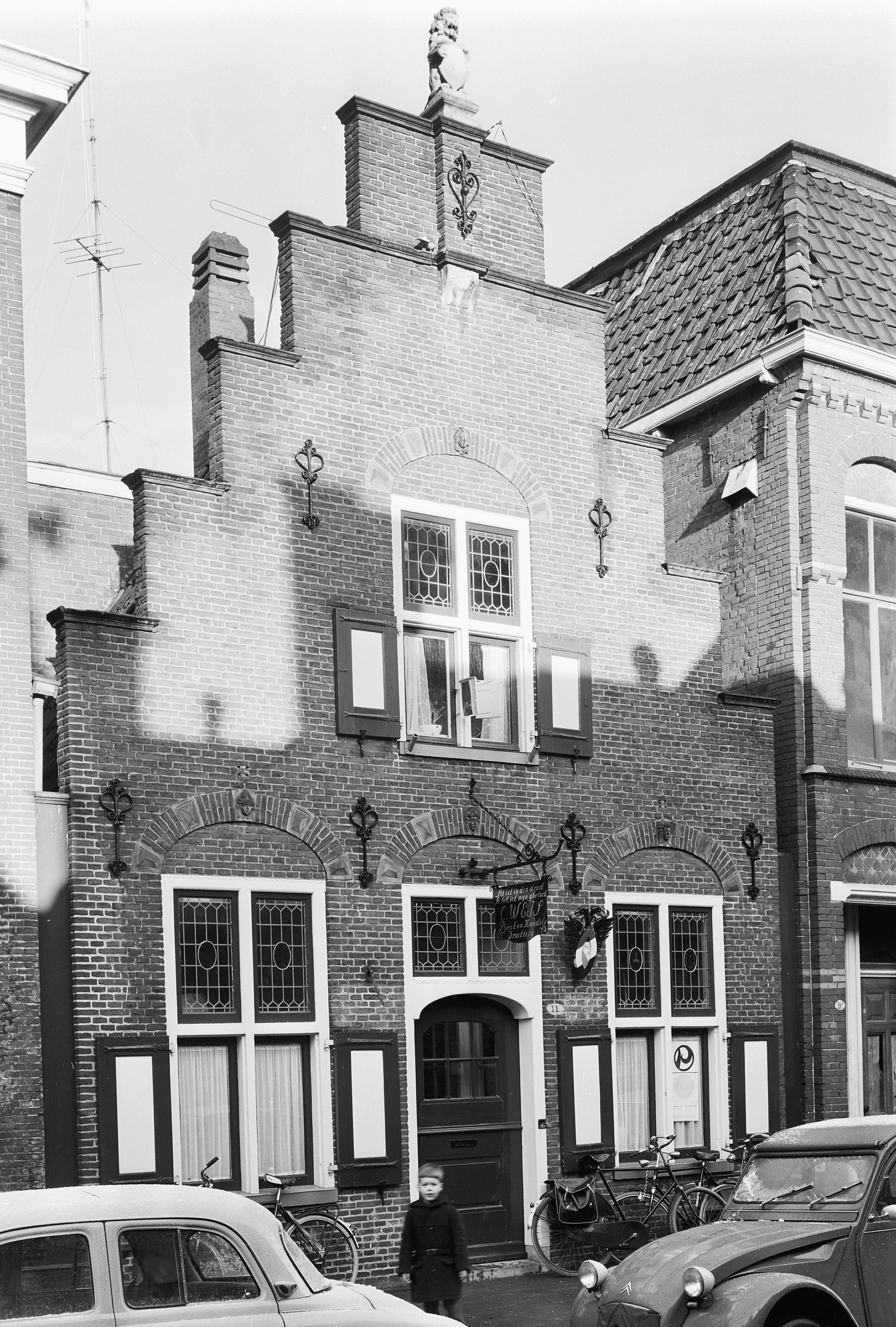
Aanzicht Markstraat 11 in 1967
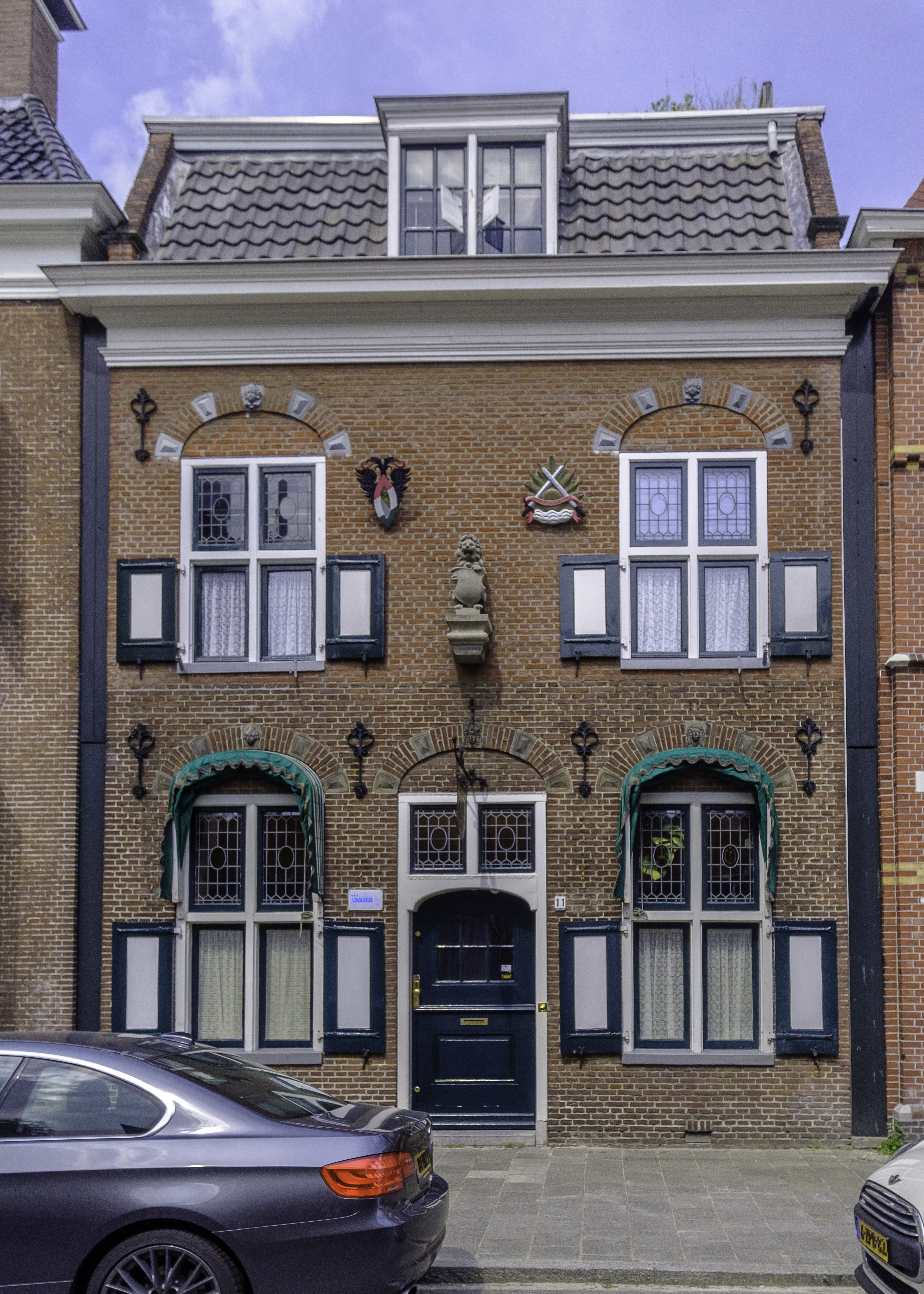
Huidig aanzicht

Achter de Muur · 
Akerkhof · 
Akerkstraat · 
Broerstraat · 
Brugstraat ·
Bruine Ruiterstraat ·
Burchtstraat · 
Butjesstraat ·
Carolieweg ·
Coehoornsingel · 
Donkersgang · 
Driften · 
Emmaplein · 
Folkingestraat · 
Folkingedwarsstraat ·
Ganzevoortsingel · 
Gasthuisstraatje ·
Gedempte Kattendiep ·
Gedempte Zuiderdiep ·
Gelkingestraat ·
Grote Kromme Elleboog ·
Grote Markt ·
Guldenstraat ·
Guyotplein ·
Haddingestraat ·
Haddingedwarsstraat ·
Hardewikerstraat ·
Hereplein · 
Herebinnensingel ·
Heresingel ·
Herestraat ·
Hoekstraat ·
Hofstraat ·
Hoge der A ·
Hoogstraatje ·
Jacobijnerstraat ·
Kleine der A ·
Kattenhage ·
Kleine Kromme Elleboog ·
't Klooster ·
Kostersgang ·
Koude Gat ·
Kreupelstraat ·
Kwinkenplein ·
De Laan ·
Lage der A ·
Lopende Diep ·
Lutkenieuwstraat ·
Marktstraat ·
Martinikerkhof ·
Munnekeholm ·
Muurstraat ·
Naberstraat ·
Nieuwe Boteringestraat ·
Nieuwe Ebbingestraat ·
Nieuwe Kerkhof ·
Nieuwe Kijk in 't Jatstraat ·
Nieuwe Markt ·
Nieuwstad ·
Noorderhaven ·
Oosterstraat ·
Ossenmarkt ·
Oude Boteringestraat ·
Oude Ebbingestraat ·
Oude Kijk in 't Jatstraat ·
Papengang ·
Pausgang · 
Pelsterstraat ·
Peperstraat ·
Poelestraat ·
Praediniussingel ·
Rademarkt ·
Radesingel ·
Reitemakersrijge ·
Rode Weeshuisstraat ·
Schoolstraat · 
Schoolholm · 
Schuitemakersstraat ·
Schuitendiep · 
Sieboldsgang · 
Singelstraat · 
Sint Jansstraat ·
Sint Walburgstraat ·
Spilsluizen ·
Stationsstraat ·
Steentilstraat ·
Stoeldraaierstraat · 
Torenstraat · 
Turfstraat ·
Turfsingel ·
Turftorenstraat ·
Ubbo Emmiussingel ·
Vismarkt ·
Visserstraat ·
Waagstraat ·
Zoutstraat ·
Zwanestraat